# Finkenhain (Wüstung)
Finkenhain war ein Ort im Hintertaunus südöstlich des heutigen Laubach (Taunus). 
Im Jahr 1100 wird ein Ort vinkenhagen urkundlich erwähnt. 1401 folgt die Erwähnung als Fynkenheim, 1405 als Finckenhayn. Im Jahr 1580 wurde Finkenhain mit den Worten „lange ausgeg.“ noch als Wüstung bezeichnet.